# Wiener Singakademie
Wiener Singakademie é um coro sinfônico de Viena.

## História
A Wiener Singakademie foi fundada em 4 de Maio de 1858 como a primeira associação coral mista de Viena, para ser um "instituto de treinamento de canto". Principais idealizadores foram Ferdinand Stegmayer e August Schmidt . Desde os seus primórdios, o repertório do coro foi definido principalmente por dois focos centrais: a manutenção do repertório tradicional e a inclusão de obras contemporâneas. Logo, a Wiener Singakademie se tornou uma referência na vida de concertos vienense. Em 1862, o jovem Johannes Brahms foi trazido para Viena como maestro de coro, cidade que doravante consideraria como central em sua vida.
Com o passar dos anos, o círculo de maestros que cooperavam primordialmente com a Singakademie cresceu, incluindo Gustav Mahler, Richard Strauss e Bruno Walter, que até mesmo assumiu a direção do coro por alguns anos. Além disso, muitos compositores apresentaram suas obras ao público vienense em primeira audição frente à Singakademie. Edvard Grieg, Anton Rubinstein e Pietro Mascagni contribuíram desta forma para a história da música vienense, ao longo das primeiras décadas de existência da Wiener Singakademie.

## Literatura
- Karl Demmer: Festschrift de Wiener Singakademie zur Feier des 50jährigen Bestandes 1858–1908. Viena, 1908.
- Karl Ulz: Die Wiener Singakademie. Geschichte und Chronik. Dissertação, Universidade de Viena 1986
- Elisabeth Th. Hilscher-Fritz: Wiener Singakademie. In: Österreichisches Musiklexikon. Edição Online, Viena 2002 ff., ISBN 3-7001-3077-5; Edição Impressa: Volume 5, Editora Verlag der Österreichischen Akademie der Wissenschaften, Viena 2006, ISBN 3-7001-3067-8.